# Arisaema nilamburense
Arisaema nilamburense är en kallaväxtart som beskrevs av M. Sivadasan. Arisaema nilamburense ingår i släktet Arisaema och familjen kallaväxter. Inga underarter finns listade.